# American Petroleum Institute
Pour les articles homonymes, voir API.
L'American Petroleum Institute (API) regroupe ou représente 600 membres du secteur pétrogasier des Etats-Unis, avec deux objectifs :
1. L'API est un organisme privé de normalisation aux États-Unis, qui produit notamment l'indice API de caractérisation de la fluidité des pétroles bruts, et diverses directives et normes techniques dont l'influence va bien au-delà des États-Unis. Ses lignes directrices techniques sont élaborées non pas par des institutions indépendantes, mais par des spécialistes des entreprises industrielles dans l'association. Elles sont considérées comme relativement complexes et exigeantes. D'autres lignes directrices traitent de la conception des machines, des navires de transport du pétrole, de la maintenance des équipements et la mise en œuvre des dispositifs de sécurité.
2. L'API est aussi l'une des organisations de lobbying pétrogazier les plus puissantes du pays, financée par une industrie qui cherche à freiner les politiques climatiques et les efforts de décarbonation au profit des industriels américains du gaz et du pétrole. L'API est progressivement accusée de sous-traiter les stratégies pro-pétrole et pro-gaz des majors de l'industrie américaine des énergies fossiles, niant ou minimisant le changement climatique anthropique (un discours qui n'est plus acceptable dans l'espace public de la part des grands groupes), pendant que l'Industrie des énergies fossiles prétend de son côté, dans ses documents et positions publics, prendre l'urgence climatique au sérieux. L'API, pour ce qui concerne les données publiques, a dépensé plus de 3 500 000 $ par an depuis 2005 en lobbying anti-environnemental, avec un maximum de 7 320 000 $ en 2009[1]. Cette désinformation a joué un rôle majeur dans le discours et les choix politiques faits sur le changement climatique durant les années 1980, bien avant ce qui était précédemment connu[2].

L'Institut se prononce sur des questions comme l'exploitation de gisements minéraux, la consommation de pétrole, les taxes (taxation du carbone notamment), le commerce, l'environnement et la sécurité, le captage et stockage non biologique du carbone et même la lutte contre l'inflation. Il organise des séminaires et des formations pour les travailleurs de l'industrie, et crée et distribue du matériel pour les écoliers et les enseignants.
L'organisation, très influente aux États-Unis organise un évènement annuel baptisé « State of American Energy » et finance régulièrement des campagnes de communication en faveur des énergies fossiles. Elle a notamment (en 2018) mené une campagne, victorieuse, pour déréguler le secteur pétro-gazier, et notamment les normes et standards d'émission de méthane. Mike Sommers (directeur général de l'API depuis juillet 2018 ; ancien PDG de l'American investment council (AIC, représentant les principales entreprises de capital-investissement des États-Unis), et ancien Chef de cabinet du président républicain de la Chambre des représentants (John Andrew Boehner), et assistant spécial du président George W. Bush au NEC National Economic Council (Conseil économique national, l'un des principaux organes du Bureau exécutif du président des États-Unis] ; classé parmi les 50 leaders mondiaux les plus influents par le magazine Fortune en 2021) s'est montré très critique vis-à-vis des véhicules électriques, estimant que « cette transition précipitée vers les véhicules électriques fait partie d'une action gouvernementale visant à limiter le choix des Américains en matière de transport ». Début 2025, la page de son site internet intitulée Cadre d'action climatique affirme : « Notre industrie est au cœur de ce défi. Le gaz naturel et le pétrole fournissent une plus grande partie de la énergie que toute autre source et continuera d'être la principale ressource pour les décennies à venir (...) en 2040 : le gaz naturel et le pétrole continueront de dominer l'économie ».

## Stratégies de lobbying et impact historique
L'American Petroleum Institute (API), largement financée par de grandes entreprises pétro-gazière et du charbon a contribué à la désinformation précoce initiée par les industries des hydrocarbure fossiles à propos du réchauffement climatique. Le chercheur B. Franta (2021) montre que cette entité a commencé à diffuser des brochures et des informations fausses et trompeuses sur le changement climatique dès 1980. Elle l'a fait en minimisant la menace climatique et en promouvant des politiques favorables à l'industrie des combustibles fossiles. Stratégiquement, l'API reconnait l'existence des émissions de CO2 puis la nécessité de les réduire (en diminuant le torchage notamment, puis via la récupération et le stockage souterrain), mais tout en minimisant leur danger. Dès les années 1980, l'API a cité des scientifiques de manière trompeuse ou s'est appuyé sur des études financées par l'industrie jetant le doute sur la science et les alertes des ONG, en dépit des avertissements scientifiques internes à l'industrie pétrogazière qui alertaient leur hiérarchie sur le risque puis l'urgence climatiques.
Ainsi, Shell a en 2020, encore versé 10 millions de dollars à l'API, justifiant ce financement en affirmant que, bien qu'« en désaccord avec certaines des politiques de l'API, la société continue de siéger à son Conseil d'administration et au comité exécutif afin d'avoir un impact positif plus important de l'intérieur ». ExxonMobil, Chevron et BP financent aussi l'API (mais sans déclarer les montants versés), pour mener des actions de lobbying auprès du Congrès américain notamment. TotalEnergies a annoncé vouloir quitter l'Institut en 2021 en raison du soutien apporté par l'API à des candidats ayant affiché leur désaccord avec l'Accord de Paris sur le climat, pointant le rôle du président Donald Trump... « Dans le cadre de notre Ambition Climat publiée en 2020, nous nous sommes engagés à nous assurer que les associations professionnelles auxquelles nous adhérons portent des positions et des messages alignés avec ceux du groupe dans la lutte contre le réchauffement climatique […] C'est un gage indispensable de la crédibilité de notre stratégie » a affirmé Patrick Pouyanné.

### Années 1980
L'API est connue pour avoir précocement contribué à la « fabrique du doute », dont en menant des campagnes visant à discréditer puis minimiser l'importance du dérèglement climatique.

### Années 1990
Ainsi, en 1998, après la signature du protocole de Kyoto, l'API a lancé une campagne de désinformation pour convaincre que le changement climatique n'était pas un problème. L'API fait partie des groupes qui ont souvent mis en avant les effets fertilisants du CO2 sur les plantes, pour détourner l'attention des impacts négatifs du dérèglement climatique, qui lui-même peut négativement impacter la flore, un argument pseudoscientifique très souvent colporté par le climatoscepticisme et ensuite largement diffusé sur les réseaux sociaux, malgré de nombreux démentis scientifiques.

### Années 2000
Sous l'administration Biden, tout en affichant sur son site internet des contenus affichant ou évoquant une adhésion aux principes de décarbonation, ou en soutenant « les efforts des entreprises pour qu’il n’y ait pas de torchage de routine à partir d'une certaine date, avec par exemple l'initiative Zéro torchage de la Banque mondiale d’ici 2030 », mais tout en s'opposant par ailleurs à plusieurs politiques publiques environnementales, dont celles favorisant les véhicules électriques, au motif, repris par Mike Sommers (directeur de l'API), que ces politiques limitent le choix des Américains en matière de transport. Dans les années 2020, l'API dit vouloir « Accélérer le déploiement commercial de l'utilisation du carbone et du captage et stockage du carbone (CCS) : Les États-Unis sont le leader mondial dans le déploiement de la technologie CCUS. Les États-Unis disposent de 12 installations de CCS en exploitation à l'échelle commerciale, capables d'en capturer environ 25 millions tonnes métriques (MMT) de CO2 annuellement. En 2018, les exploitants ont déclaré avoir capturé plus de 13 MMT de CO2 pour une utilisation avec la récupération assistée du pétrole. Aux États-Unis, 22 autres installations de captage du carbone sont en cours de développé. Beaucoup sont associés à la production d'électricité au gaz naturel, bien que le gaz naturel et le pétrole s'associent également à d'autres entreprises industrielles pour étendre le CCS dans l'industrie lourde ».
En 2021, Stuart Parker, montre que l'API a intensifié ses efforts de lobbying de manière à décourager le soutien de l'Agence de protection de l'environnement (EPA) aux biocarburants (dans le cadre du Renewable Fuel Standard), face au lobbying pro-agrocarburants qui cherchait aussi à influencer l'EPA, avec cependant bien moins de moyens de pression.
La désinformation organisée sur le réchauffement climatique est souvent considérée comme ayant commencé en 1989 avec l'Institut George C. Marshall et le groupe dit Coalition mondiale pour le climat, mais une brochure « Two Energy Future » de l'API montre que cet "institut" minimisait déjà publiquement, près de 10 ans plus tôt, la menace du changement climatique dès 1980 : ce document reconnaissant que le dioxyde de carbone était un polluant mais en minimisant son danger, et en citant de manière trompeuse une personnalité connue Carl Sagan : L'API le présentant, à tort, comme étant optimiste quant aux effets de l'accumulation de dioxyde de carbone dans l'atmosphère, alors qu'en réalité, Sagan mettait déjà en garde contre les dangers d'un dérèglement climatique. L'API (p. 80), y suggère que l’utilisation accrue des combustibles fossiles – en particulier l’augmentation de la production de charbon et de carburants synthétiques – serait sans danger et bénéfique pour le monde.

## Soutien au charbon
L'API est plus connu pour son soutien au pétrole et au gaz, mais il a aussi fortement soutenu le charbon et ses subventions.
À titre d'exemple, Carroll Wilson (qui enseignait le commerce au MIT), déçu par le fait que le nucléaire ne pourrait remplacer les hydrocarbures, pour les transports notamment, s'est lancé, avec le soutien financier de l'API, dans une grande croisade pro-charbon. Il a notamment piloté la production d'un rapport dit WOCOL  basé sur une revue de la littérature (World Coal Study, une « Étude Mondiale sur le Charbon ») (supervisé par un employé de l’industrie charbonnière, salarié de l'entreprise d’exploitation minière et de construction Bechtel (selon Lomask,1986, p. 179-180),.
L'API s'est appuyé sur cette étude pour promouvoir, avec un certain succès, une expansion majeure du charbon, en se justifiant par l'hypothèse (erronée) que la ressource pétrolière deviendrait bientôt rare, ne pouvant être compensée que par des combustibles synthétiques issus du charbon. Selon Wilson et son étude : tripler la production de charbon avant l'an 2000 était nécessaire et ne causerait aucun dommage significatif à l'environnement ni à la santé ; au pire, selon ses auteurs, « il pourrait advenir que certains effets du CO2 (dioxyde de carbone) deviennent détectable à l’échelle régionale et mondiale avant la fin du siècle », une conclusion, selon le WOCOL, cohérente avec la Conférence mondiale sur le climat de 1979. Les hypothèses et conclusions de ce rapport basée sur les projections nationales de quelques grands pays occidentaux et sud-Américains, plutôt que sur une vision consensuelle des développements mondiaux, ont été contestés dès les mois suivants, par exemple par J Surrey, spécialiste de l'énergie à l'Université du Sussex ;

## Pressions sur le monde politique
L'API soutien des candidats politiques climatosceptiques ou s'opposant aux accords climatiques (dont l'Accord de Paris).
Dernièrement, en 2024, l'API a soutenu Donald Trump, indiquant vouloir « utiliser les élections de 2024 comme une plate-forme pour faire campagne pour son propre avenir », avec une campagne de lobbying de plusieurs millions de dollars en faveur de l’expansion, de la production et des exportations de combustibles fossiles aux États-Unis. Tout en appelant une action politique bipartisane sur le sujet, les dirigeants de l'API ont fustigé l'Agenda et les réalisations du président Joe Biden, qu’ils ont décrites comme plus restrictives pour le développement des énergies fossiles que celles du président Barack Obama (qui selon Mike Sommer directeur de l'API « a proposé 96 baux terrestres au cours de ses trois premières années, contre seulement 18 sous l’administration Biden ».